# Uta de Schauenbourg
Uta de Schauenbourg (vers 1115/1120 - vers 1197) est une noble, margravine  de Schauenbourg de 1151 à 1197. 

## Biographie
Fille de Gottfried de Calw, elle épouse vers janvier 1133 Welf VI. À la mort de  Gottfried  en 1131, un litige éclate pour sa succession entre Adalbert, le neveu  Gottfried, et Welf sur l'héritage de Calw. Welf est également  l'oncle de Frédéric Barberousse car la mère de ce dernier, Judith de Bavière, est sa  propre sœur, mais le neveu n'est le cadet de son oncle que d'environ sept années.
Uta de Schauenbourg est la fondatrice de l'Abbaye d'Allerheiligen.